# The Rail Rider
Pour plus de détails, voir Fiche technique et Distribution.
The Rail Rider est un film muet américain de Maurice Tourneur, sorti en 1916.

## Synopsis
Jim Lewis a toujours été considéré comme le meilleur mécanicien des chemins de fer « D & O », et lorsqu'il est licencié, ses collègues sont très surpris. Sa lettre de licenciement était signée d'un simple « B », comme toutes les lettres du même genre dans l'entreprise, et tout le monde pense qu'il s'agit là de la signature du président de la compagnie, Theodore C. Barker. Ses collègues convainquent Jim d'aller dans l'Est pour rencontrer ce président haï, mais quand il arrive dans son bureau, Barker s'avère être un homme charmant. Il apprend alors que « B » est la signature de Brown, le directeur général, qui gère l'entreprise dans le dos de Barker, et qui s'est enfui avec une fortune en actions des chemins de fer. Jim recherche Brown et le ramène pour qu'il rende compte aux autorités, après quoi Jim est réembauché comme assistant de Barker et se marie avec sa fille. 

## Fiche technique
- Titre original : The Rail Rider
- Réalisation : Maurice Tourneur
- Assistant : Clarence Brown
- Scénario : Gardner Hunting, d'après la nouvelle « B » d'Edgar Franklin Stearns
- Direction artistique : Ben Carré
- Photographie : John van den Broek
- Montage : Clarence Brown
- Production : William A. Brady
- Société de production : Paragon Films
- Société de distribution : World Film Corporation
- Pays d'origine :  États-Unis
- Langue originale : anglais
- Format : noir et blanc — 35 mm — 1,37:1 — Muet
- Genre : drame
- Durée : 50 minutes (5 bobines)
- Date de sortie :
  - États-Unis : 21 août 1916
- Licence : domaine public

## Distribution
- House Peters : Jim Lewis
- Zena Keefe : Mildred Barker
- Bertram Marburgh : Brown
- Henry West : Bill Carney
- A. Harrington : Theodore C. Barker